# Georg Klütsch
Georg Klütsch (* 7. Oktober 1951 in Düren; † 11. August 2023 in Bamberg) war ein deutscher Fagottist, Kammermusiker und Musikpädagoge.

## Leben
Klütsch studierte zunächst Schulmusik an den Musikhochschulen in Mainz und Detmold. Seine künstlerisch-instrumentale Ausbildung absolvierte er bei Helman Jung an der Nordwestdeutschen Musikakademie. Von 1978 bis 1995 war Klütsch Solofagottist der Bamberger Symphoniker. Außerdem war er lange Jahre Mitglied im „Sabine Meyer Bläser Ensemble“ und gern gesehener Gast beim Linos-Ensemble, im Voglerquartett, Mito Chamber Orchestra, Ensemble Kontraste, Ensemble Berlin oder bei den Bamberger Bläsersolisten. 
Als Professor an der Franz-Liszt-Musikhochschule in Weimar gelang es ihm in kurzer Zeit, eine sehr erfolgreiche Fagott-Klasse aufzubauen. 2001 erhielt Georg Klütsch einen Ruf als Professor für Fagott und Kammermusik an die Musikhochschule Köln. Viele seiner ehemaligen Studenten spielen heute in so bekannten Orchestern wie den Berliner Philharmonikern, der Staatskapelle Dresden, der Dresdner Philharmonie, dem WDR Sinfonieorchester, am Royal Opera House Stockholm (Königliche Oper Stockholm), im Orchestre de Paris, an der Mailänder Scala, im NDR Elbphilharmonieorchester, den Bamberger Symphonikern, den Düsseldorfer Sinfonikern, dem Gürzenich-Orchester Köln, dem Niedersächsischen Staatsorchester Hannover, dem Nationaltheaterorchester Mannheim, dem Malaysia Symphony Orchestra, dem Orchester der Normandie, dem Tiroler Symphonieorchester Innsbruck, der Meininger Hofkapelle, den Städtischen Orchestern in Heidelberg, Ulm, Hof, Halle und Augsburg, dem Radio Orchester Athen, den Staatsorchestern in Wiesbaden und Darmstadt und der Deutschen Kammerphilharmonie Bremen.
Georg Klütsch verstarb am 11. August 2023.

## Veröffentlichungen
„Bassoon Fundamentals“, eine Anleitung zum effektiven Üben - Schott-Verlag 2003

## CDs (Auswahl)
- diverse Kammermusik-CDs mit dem Sabine Meyer Ensemble und dem Linos-Ensemble